# Ijiraq (Mythologie)
In der Religion der Inuit ist der Ijiraq (/ˈiːjɪrɑːk/ EE-yi-rahk oder /ˈiːdʒɪrɑːk/ EE-ji-rahk) eine sich verwandelnde Kreatur, der nachgesagt wird, Kinder zu entführen, zu verstecken und am Ende zu verlassen. Die inuksugaq (oder inukshuk) aus Stein erlaubt es den Kindern, ihren Weg zurückzufinden, wenn sie es schaffen, den Ijiraq zu überzeugen, sie gehen zu lassen.